# Roger Conant (1er baronnet)
Pour les articles homonymes, voir Roger Conant.
Sir Roger John Edward Conant, 1er baronnet, (28 mai 1899 - 30 mars 1973) est un homme politique du Parti conservateur au Royaume-Uni. Il est député pendant plus de 25 ans entre 1931 et 1959.

## Biographie
Né à Kensington, Londres, il est un candidat malheureux dans la circonscription de Chesterfield aux élections générales de 1929, mais remporte le siège aux élections générales de 1931 lorsque le Parti travailliste se scinde sur la formation du gouvernement national de Ramsay MacDonald.
Il perd le siège de Chesterfield aux élections générales de 1935, mais après la retraite en 1937 de Stanley Baldwin, il est réélu au Parlement lors d'une élection partielle pour la circonscription de Bewdley dans le Worcestershire. Il occupe le siège jusqu'à son abolition pour les élections générales de 1950, lorsqu'il est élu député de Rutland et Stamford.
Nommé commandant de l'ordre royal de Victoria (CVO) dans les honneurs de couronnement de 1953, Conant est créé baronnet le 30 juin 1954.
Il prend sa retraite de la Chambre des communes aux élections générales de 1959. Il est décédé en 1973 à Chelsea.